# Phomopsis salicina
Phomopsis salicina är en svampart som först beskrevs av Westend., och fick sitt nu gällande namn av Died. 1911. Phomopsis salicina ingår i släktet Phomopsis och familjen Diaporthaceae.   Inga underarter finns listade i Catalogue of Life.